# Rivellia fulvescens
Rivellia fulvescens är en tvåvingeart som beskrevs 1940 av John Russell Malloch. Arten ingår i släktet Rivellia och familjen bredmunsflugor. Holotypen insamlades på Solomonöarna och finns i  Natural History Museum insektssamling i London. Inga underarter finns listade i Catalogue of Life.